# Molokovo
Molokovo (ruso: Молоко́во) es un asentamiento de tipo urbano de Rusia, capital del ókrug municipal homónimo en la óblast de Tver.
En 2021, el asentamiento tenía una población de 1798 habitantes.
Se ubica en un área rural, unos 150 km al norte de la capital regional Tver.

## Historia
Se conoce la existencia del pueblo en documentos desde 1568, cuando Iván IV entregó las tierras a Mariya Ovchinina, cuya familia acabó cediéndolo a la laura de la Trinidad y San Sergio; este monasterio cedió posteriormente las tierras al monasterio de Alejandro Nevski. En 1764, Catalina II confiscó las tierras al monasterio y el pueblo pasó a formar parte del realengo. A partir del siglo XVIII se desarrolló como centro artesano y comercial, en el que destacaban sus ferias de caballos. En 1918 pasó a ser la sede de un vólost en el uyezd de Krasni Jolm. En 1929, la Unión Soviética estableció aquí una de las capitales distritales de la óblast de Moscú, aunque en 1935 pasó definitivamente a formar parte de la óblast de Kalinin. Adoptó estatus de asentamiento de tipo urbano en 1988.